# Trichocerca cuspidata
Trichocerca cuspidata är en hjuldjursart som först beskrevs av Soili Kristina Stenroos 1898.  Trichocerca cuspidata ingår i släktet Trichocerca och familjen Trichocercidae. Inga underarter finns listade i Catalogue of Life.